# 李先枝
李先枝（？年—？年），字舒陽，四川保寧府蒼溪縣人，康熙五十二年癸巳恩科四川鄉試第70名舉人，康熙六十年辛丑科詩經房會試中式165名，殿試成進士，年四十六歲。